# Poštovní kurýr
Poštovní kurýr (v originále Thurn und Taxis) je úspěšná desková hra pro 2 až 4 hráče vytvořená manžely Karen a Andreasem Seyfarthovými a vydaná v roce 2006 firmou Hans im Glück v němčině a firmou Rio Grande Games v angličtině. V Česku lze hru koupit v českém překladu a dováží ji firma MindOK. Hráči ve hře vytvářejí poštovní cesty a stavějí poštovní stanice v Bavorsku a okolí přibližně v 16. století tak, aby za ně získali co nejvíce bodů.
Hra byla nazvána podle německé rodiny Thurn-Taxisů, která provozovala poštovní služby v Evropě již od konce 15. století a svou výlučnou pozici si udržela až do 18. století.
Ke hře byla vydána tři rozšíření:
- Kněžnin kurýr (2006) – jednoduché rozšíření z časopisu Spielbox, odráží tehdejší moc šlechty a jejích kurýrů
- Lesk a sláva (2007) – obsahuje novou mapu a přidává budování koňského spřežení
- Všechny cesty vedou do Říma (2007) – dvě rozšíření v jednom:
  - Audience – hráči se snaží ve správnou dobu dostat své církevní hodnostáře do Říma na audienci k papeži
  - Se ctí v úřadě – přináší bonusy za používání pomoci úředníků

## Pravidla hry

### Herní materiál
Hrací deska obsahuje mapu Bavorska a okolí, na níž je vyznačeno 22 měst spojených silnicemi. Města jsou rozdělena do devíti zemí, každá země má jinou barvu. Nacházejí se zde i Čechy a dvě česká města: Plzeň a České Budějovice. Před začátkem hry se na vyznačená místa hrací desky položí žetony bonusů od nejnižšího (vespod) po nejvyšší (nahoře). Balíček karet měst (každá karta představuje jedno město, každé město je v balíčku třikrát) se zamíchá, prvních 6 karet se vyloží lícem nahoru na desku a zbytek balíčku se položí vedle nich lícem dolů. Na vyznačená místa se položí karty kočárů. Každý hráč dostane 20 domečků ve své barvě, které budou představovat poštovní stanice.

### Průběh hry

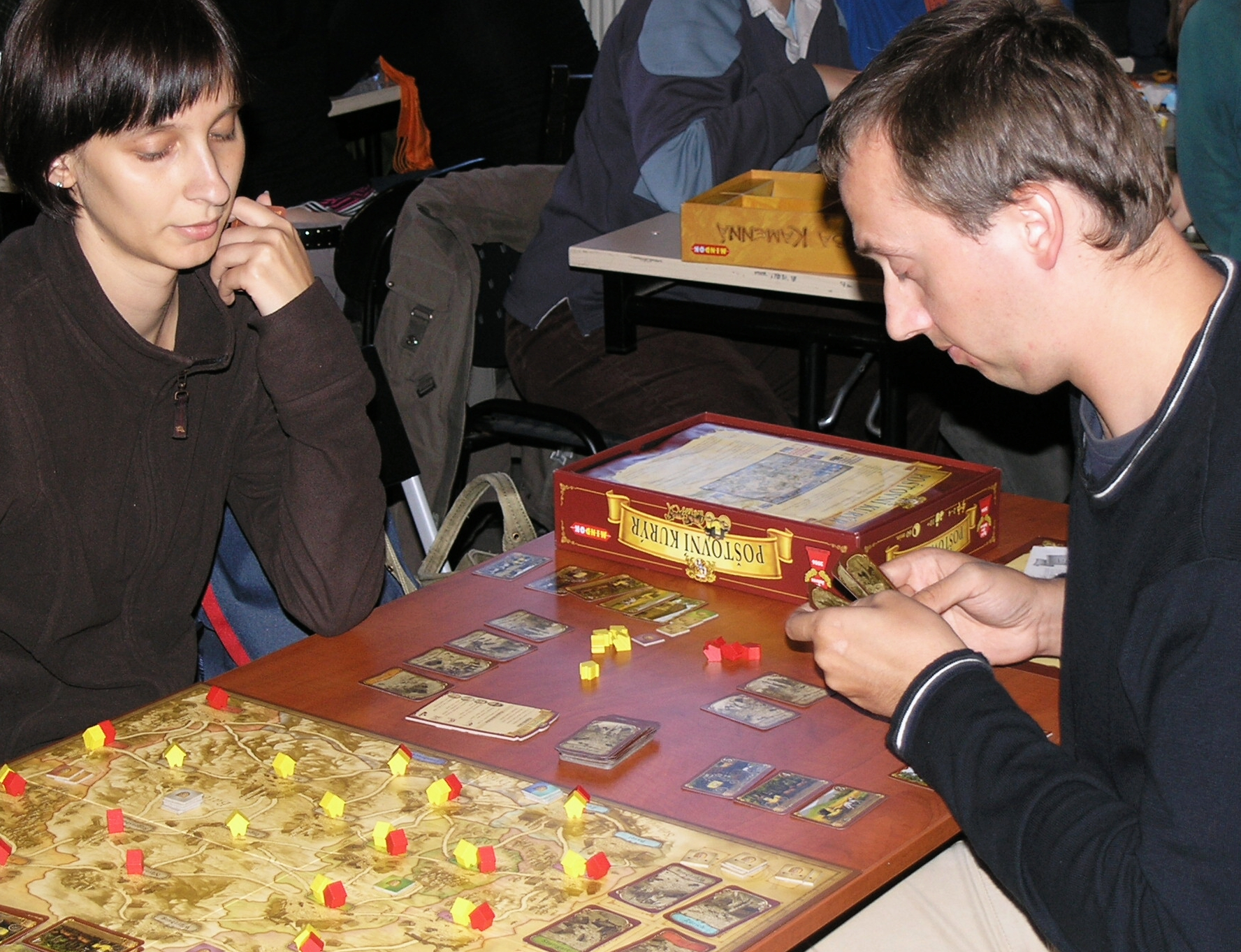
Hra ve dvou hráčích

Začíná vylosovaný hráč, ostatní pokračují po něm ve směru hodinových ručiček. Každý hráč ve svém tahu učiní následující 3 akce v uvedeném pořadí:
1. Vezme si do ruky jednu (s pomocí pošťáka dvě) kartu města z vyložených nebo vrchní kartu z balíčku (neukazuje ji ostatním). Vyložená karta se pak nahradí další kartou z balíčku (když dojdou, zamíchají se odložené karty).
2. Vyloží z ruky jednu (s pomocí poštmistra dvě) kartu města do budované cesty. Jako první kartu v cestě může hráč vyložit libovolné město. Jako další karty přikládá ke koncům cesty kartu města, které je s koncovým městem spojeno přímou silnicí. Nelze vkládat města doprostřed cesty ani měnit pořadí již vyložených měst. V cestě nesmějí být dvě stejná města. Nemá-li hráč v ruce kartu města, kterou by mohl přiložit, musí celou cestu vyhodit bez náhrady a začít budovat novou.
3. Má-li cesta délku alespoň tří měst, hráč ji může (a nemusí) uzavřít. Při uzavření cesty hráč postaví své poštovní stanice do měst na cestě, a to buď do jednoho města v každé barvě, která je v cestě zastoupena, nebo do všech měst jedné barvy v cestě. Hráč nestaví stanice do měst, v nichž už stanici má. Pak si hráč může vzít kartu kočáru o jednu úroveň vyšší než nejvyšší kočár, který dosud získal (pokud nezískal žádný, získá kočár nejnižší, tedy 3. úrovně), ale pouze tehdy, má-li uzavřená cesta délku alespoň takovou, jaká je úroveň nově získaného kočáru (s pomocí koláře může mít délku až o 2 menší). Hráči získávají bodové bonusy jednak za cestu délky 5, 6, 7 a vyšší, jednak za postavení stanic ve všech městech v jedné zemi nebo dvojici zemí nebo naopak za postavení aspoň jedné stanice v každé zemi. První hráč, který to dokáže, získá nejvyšší bonus, každý další o 1 bod nižší. Karty měst v cestě se po jejím uzavření odloží a v příštím tahu hráč začne budovat novou cestu. Má-li hráč po uzavření cesty na ruce více než 3 karty měst, musí odložit tolik karet, aby mu zůstaly jen 3.

V každém tahu navíc hráč může využít pomoc jednoho ze čtyř poštovních úředníků:
- Poštmistr: Hráč vyloží z ruky do cesty 2 karty měst místo jedné (obě musejí splňovat pravidla pro cestu).
- Pošťák: Hráč si vezme do ruky 2 karty měst místo jedné.
- Správce: Předtím, než si hráč vezme kartu města, se 6 vyložených karet měst odloží a na jejich místo se vyloží 6 nových karet měst z balíčku.
- Kolář: Hráč si může vzít kartu kočáru až o 2 úrovně vyšší, než je délka uzavřené cesty (ale vždy si musí vzít kočár o jednu úroveň vyšší, než je jeho nejvyšší kočár).

Nemá-li hráč na ruce žádnou kartu, musí využít pomoci pošťáka (tj. vzít si dvě karty), jinak může využít pomoc libovolného úředníka nebo žádného.

### Konec hry
Hra končí, když někdo postaví všech svých 20 stanic nebo získá kočár nejvyšší, 7. úrovně. Tento hráč získá bonus 1 bod za uzavření hry. Pak se dohraje kolo až po hráče po pravé ruce toho, kdo začínal, aby každý hráč odehrál stejný počet tahů.
Hráči si sečtou bonusy (za karty kočárů se počítá jen bonus za kočár nejvyšší úrovně) a odečtou od nich tolik bodů, kolik stanic jim zbylo nepostavených. Vítězí hráč s nejvyšším počtem bodů.

## Ocenění
Hra získala mnoho ocenění, mezi jinými:
- Spiel des Jahres 2006 (nejprestižnější ocenění pro deskové a karetní hry)
- Hra roku 2007 (české ocenění udělované od roku 2004)
- Vuoden Aikuistenpeli (finské ocenění Hra roku pro dospělé)
- Meeples' Choice Award 2006

## Rozšíření

### Kněžnin kurýr
Kněžnin kurýr (v originále Der Kurier der Fürstin) je jednoduché rozšíření, které vyšlo v německém časopise Spielbox v 5. čísle roku 2006. Má odrážet vliv šlechty a postavení kurýra vezoucího kněžnino slovo do kraje.
Rozšíření obsahuje 28 kartiček dopisů a jednu figurku kněžnina kurýra. Před začátkem hry se na všechna města na desce položí dopis. Začínající hráč nedostane na začátku hry žádný dopis, druhý hráč dostane jeden, třetí dva a čtvrtý tři. Kdo jako první postaví stanici ve městě, vezme si z něj dopis. Hráč může v jednom tahu použít pomoc více než jednoho úředníka, ale za použití každého dalšího zaplatí dva dopisy (nelze v jednom tahu použít pomoc téhož úředníka dvakrát). Dopisy, které hráči zůstaly po skončení hry, jsou bezcenné.
Figurku kněžnina kurýra na začátku hry nemá nikdo. Získá ji hráč, který při uzavření cesty nezíská kočár (nebo se jeho získání úmyslně vzdá, aby získal kurýra). Tomu zůstane až do chvíle, kdy ji získá další hráč. Kdo má figurku kurýra, platí za využití pomoci dalších úředníků jen jedním dopisem místo dvou. Kdo má figurku po skončení hry, získá 1 bod navíc.

### Lesk a sláva
Lesk a sláva (v originále Glanz und Gloria) je rozšíření vydané v roce 2007. Jeho autoři jsou rovněž Andreas a Karen Seyfarthovi a jeho vydavatelem firma Hans im Glück. Pro jeho hraní je vyžadována základní sada, nicméně pokud se hraje podle nových pravidel, využívají se z ní jen domečky pro stavbu stanic. Rozšíření obsahuje novou mapu (situovanou na severozápad od původní oblasti, najdeme zde Prusko, Sasko nebo Holandsko, česká města zde již nejsou) včetně nových bonusů a nových karet měst. Na mapě jsou novinkou hanzovní města nepatřící k žádné zemi, za něž dostane bonus 1 bod hráč, který tam jako první postaví stanici; pokud však někdo postaví cestu procházející více hanzovními městy, může postavit stanici jen v jednom z nich. Přibyl také bonus za postavení cesty o délce 8 měst.
Je možné hrát podle starých pravidel (na nové mapě a s novými bonusy za výstavbu stanic) anebo podle nových, poměrně odlišných. Nová pravidla neobsahují kočáry (a tedy ani koláře). Každý hráč dostane na začátku hry jednu kartu kočáru se dvěma koňmi. Když hráč hraje kartu města, může ji vyložit buď lícem nahoru do cesty, anebo lícem dolů vedle své karty kočáru. Každá karta města má na rubu jednoho, dva nebo tři koně, kteří se tak zapřáhnou ke kočáru. Hráč může uzavřít cestu jen tehdy, má-li zapřažených aspoň tolik koní, kolik měst je v cestě (včetně dvou koní na kartě kočáru). Po uzavření cesty se karty koní zapřažených ke kočáru odloží a hráči opět zůstanou jen dva koně na kartě kočáru.
Hra končí, když některý hráč postaví všechny své stanice.

### Všechny cesty vedou do Říma
Všechny cesty vedou do Říma (v originále Alle Wege führen nach Rom) se skládá ze dvou rozšíření, která jsou hratelná spolu se základní hrou každé zvlášť i obě dohromady:

#### Audience
Hráči se snaží dopravit své církevní hodnostáře ve správnou dobu do Říma na audienci u papeže. Rozšíření obsahuje mapu severní Itálie, která se skládá z 21 měst spojených silnicemi. Nejjižnějším městem je Řím. Na začátku hry stojí na pěti nejsevernějších městech pět kočárů, každý z nich vyjíždí z jedné země nebo dvojice zemí ze základní hry a má její barvu. Každý hráč má 5 žetonů svých církevních hodnostářů různých úrovní (ministrant, kněz, farář, biskup, kardinál), které na začátku hry umístí lícem dolů na kočáry, na každý kočár jeden. Na každém kočáru tak jede jeden hodnostář od každého hráče. Hráči až do příjezdu kočáru do Říma nevědí, který soupeřův hodnostář na něm jede, a nesmějí se znovu dívat ani na své umístěné hodnostáře (musejí si je pamatovat).
Když hráč uzavře cestu, ale v některém jejím městě nepostaví stanici (buď proto, že ji v něm už má, nebo proto, že mu to neumožňuje omezení pro výstavbu stanic – hráč se nemůže svévolně vzdát postavení stanice v některém městě, kde to pravidla vyžadují), posune kočár, který vyjížděl ze země, v níž toto město stojí, o jedno město směrem na jih. Nepostaví-li stanici ve více městech, posune kočár za každé. Nepostaví-li stanici v Lodži nebo ve městě v zemi, jejíž kočár už do Říma dojel, posune libovolný kočár, který ještě nedojel. Jakmile kočár dojede do Říma, žetony všech hodnostářů na něm se otočí lícem nahoru a položí na místa vyznačená pro jednotlivé druhy hodnostářů. Žetony hodnostářů, kteří už na tato místa dojeli dříve, budou vyřazeny. Na konci hry tedy zůstanou jen žetony těch hodnostářů, kteří dojeli nejpozději.
Na konci hry si každý hráč přičte body za všechny své hodnostáře, kteří dojeli do Říma a zůstali tam (1 až 5 bodů podle jejich druhu).

#### Se ctí v úřadě
Na začátku hry se na obrázky jednotlivých úředníků položí jejich žetony (počet žetonů je pro každého úředníka jiný a závisí na počtu hráčů). Kdykoli hráč využije pomoc úředníka, vezme si jeho žeton. Jakmile si některý hráč vezme poslední žeton některého úředníka, nastává vracení žetonů. Každý hráč počínaje tím, který je na tahu, musí vrátit největší možný počet svých nasbíraných žetonů úředníků tak, aby mezi nimi nebyly dva stejné. Vrátí-li takto aspoň 2 žetony, získává bonus podle jejich počtu:
- 2 žetony – může si okamžitě vzít jednu kartu
- 3 žetony – získává 1 vítězný bod
- 4 žetony – může okamžitě postavit jednu stanici do kteréhokoli města, kde ji ještě nemá

Na konci hry před sečtením bodů může každý hráč vyvolat ještě poslední vracení žetonů, aby zvýšil svůj počet bodů.